# Árpád Vajda
Árpád Vajda (ur. 2 maja 1896 w Rimavskiej Sobocie, zm. 25 października 1967 w Budapeszcie) – węgierski szachista, złoty medalista olimpijski.
W 1928 roku zdobył tytuł mistrza Węgier. W latach 1927–1937 sześciokrotnie reprezentował swój kraj na olimpiadach szachowych, na których zdobył 41½ pkt w 73 partiach. Jego drużyna zdobyła dwa złote i dwa srebrne medale. W 1950 roku Międzynarodowa Federacja Szachowa przyznała mu tytuł mistrza międzynarodowego.